# Hug XI de Lusignan
Hug XI de Lusignan fou un noble francès que va néixer cap a 1221 i va morir el 6 d'abril de 1250 a la batalla de Fariskur en el transcurs de la setena croada. Va governar doncs només un any curt, ja que el seu pare va morir el 5 de juny de 1249.
Era el fill d'Hug X de Lusignan, comte de la Marca i senyor de Lusignan, i d'Isabel d'Angulema, comtessa d'Angulema vídua del rei Joan sense Terra i doncs per un temps (1200-1216) reina consort d'Anglaterra. Hug XI era per això germanastre del rei Enric III d'Anglaterra.
Va rebre el comtat d'Angulema de la seva mare (al morir el 1246), i després el comtat de la Marca i la senyoria de Lusignan a la mort del seu pare el 1249. En el moment del seu matrimoni amb Iolanda de Bretanya (+ 1272), filla del duc de Bretanya Pere I Mauclerc, aquest darrer li va donar el comtat de Penthièvre (1236).
Amb Iolanda va tenir:
- Hug XII († 1282), senyor de Lusignan, comte de la Marca i comte d'Angoulême.